# Zbór Kościoła Adwentystów Dnia Siódmego w Skoczowie
Zbór Kościoła Adwentystów Dnia Siódmego w Skoczowie – zbór adwentystyczny w Skoczowie, należący do okręgu południowego diecezji południowej Kościoła Adwentystów Dnia Siódmego w RP.
Skoczowski zbór adwentystyczny został założony w 1911 r.
Pastorem zboru jest kazn. Marcin Knapik. Nabożeństwa odbywają się w kościele przy ul. Osiedlowej 26 każdej soboty o godz. 9.30.

## Pastorzy opiekujący się zborem od 1990 roku
- pastor Krzysztof Szema (od ok. 1990)
- pastor Dariusz Kuberek
- pastor Wiesław Szkopiński
- pastor Włodzimierz Pilch (1997-2013)
- pastor Tadeusz Niewolik (2013-2015)
- pastor Jacek Matter (2015-2017)
- pastor Adam Ples (2017-2018)
- pastor Stanisław Rabczak (2018 - 2019)
- pastor Marcin Knapik (od 2019...)